# Dziewiarstwo

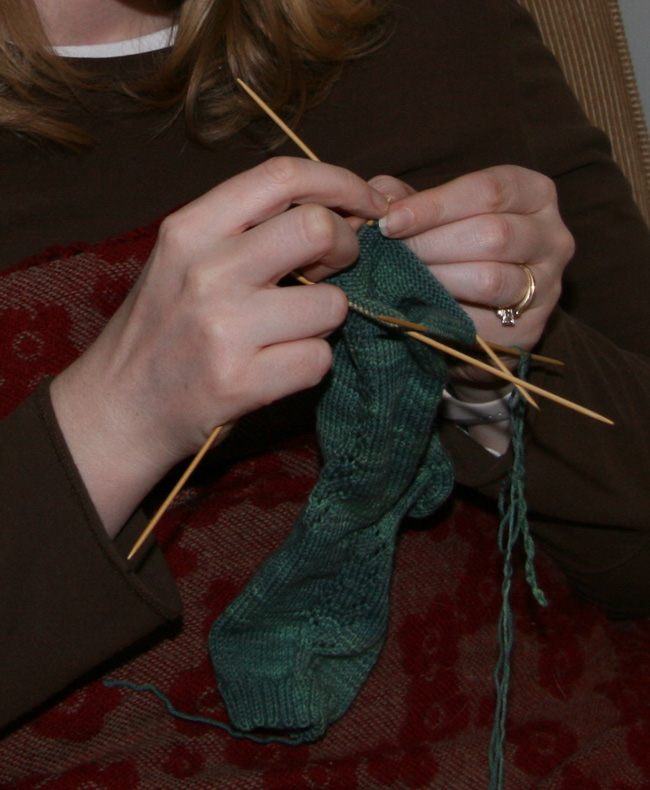
Dziewiarstwo ręczne

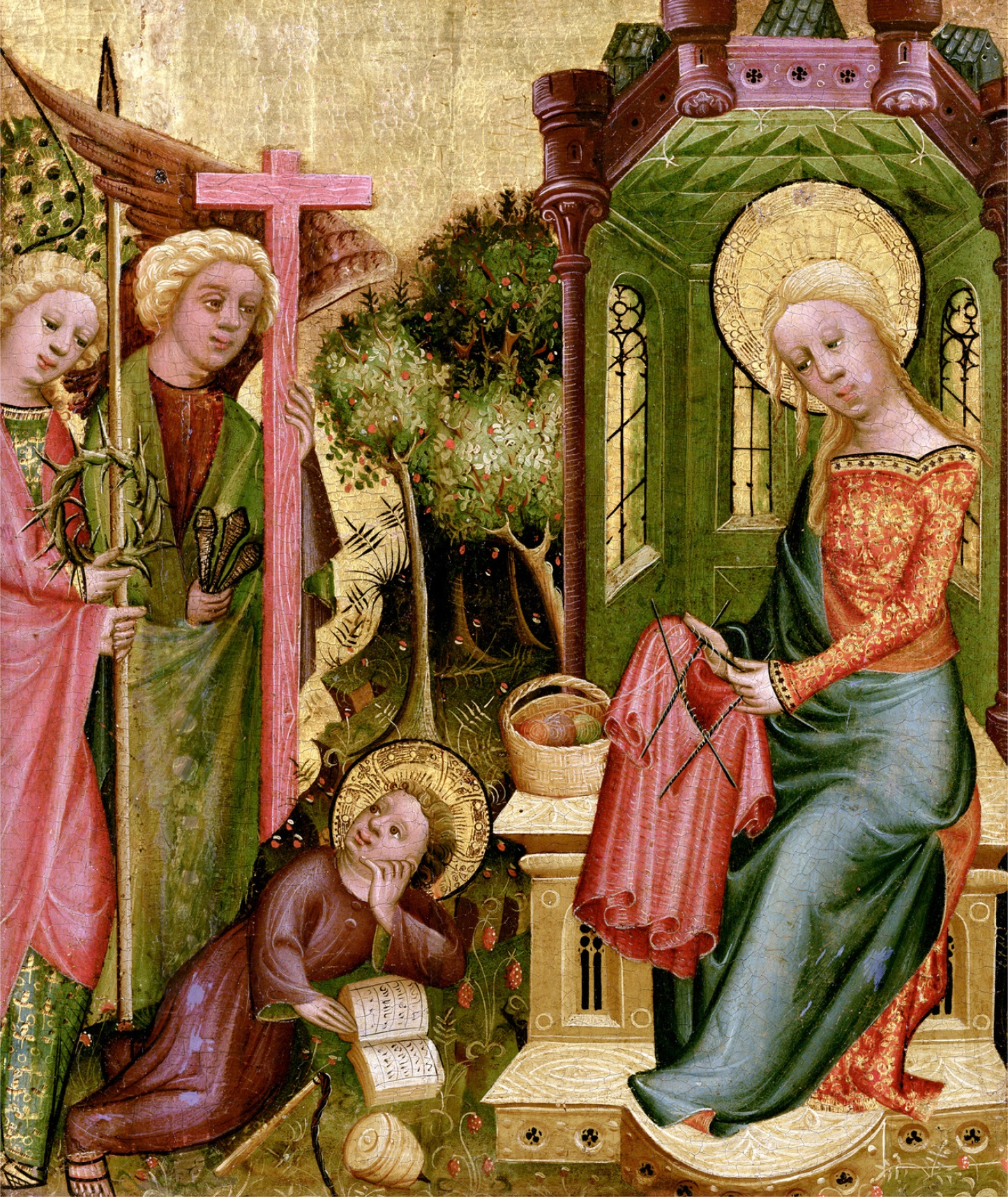
Obraz stworzony w warsztacie Mistrza Bertrama z Minden będący fragmentem ołtarza z kościoła w Buxtehude k. Hamburga, jest dziś uznawany za dowód na posługiwanie się techniką dziania w średniowieczu.

Dziewiarstwo – dział rękodzieła lub przemysłu włókienniczego zajmujący się wytwarzaniem różnego rodzaju dzianin. Proces ten może być wykonywany ręcznie, za pomocą drutów dziewiarskich lub szydełek, a także mechanicznie – przy użyciu maszyn dziewiarskich. Dziewiarstwem określa się również samą technikę wytwarzania dzianin. 
Różnorodność dzianin i ich właściwości wynika z wielu czynników, takich jak zastosowany wzór, rodzaj użytej przędzy (w tym typ włókien, gramatura, jednorodność oraz stopień skrętu), a także dobór rozmiaru drutów, szydełek lub igieł w maszynie. Istotną rolę odgrywa również rodzaj zastosowanego ściegu. Wszystkie te elementy wpływają na ostateczne cechy dzianiny – jej kolor, fakturę, grubość, zdolność do zatrzymywania ciepła, odporność na wodę oraz ogólną trwałość i spójność strukturalną. 
Ze względu na swoją rozciągliwość i przewiewność, dzianiny są podstawą produkcji ubrań codziennych, sportowych i bielizny. Dzianina stosowana jest również w aranżacji wnętrz – wykorzystywana do tworzenia różnorodnych elementów wyposażenia oraz dekoracji przestrzeni mieszkalnych. Znajduje również zastosowanie w sztuce: służy do tworzenia rzeźb, instalacji oraz unikatowych obiektów artystycznych prezentowanych w galeriach i muzeach. 

## Historia dziewiarstwa na świecie:

### Początki
Najstarsza znana technika przypominające dziewiarstwo to nalbinding, znana już w starożytnym Egipcie, Skandynawii i na Bliskim Wschodzie. Technika ta, polegająca na wiązaniu oczek igłą, była powszechnie stosowana przed wynalezieniem dziewiarstwa.

### Średniowiecze
Dziewiarstwo ręczne (tworzenie oczek z jednej nitki na drutach) pojawiło się prawdopodobnie w regionie Bliskiego Wschodu około XI–XIII wieku. Do Europy technika ta dotarła przez Hiszpanię i Włochy, gdzie w XIII wieku produkowano już pończochy i rękawiczki na drutach.

### Renesans i czasy nowożytne
W XVI wieku dziewiarstwo zyskało popularność w Europie, szczególnie w Anglii i Francji. W 1589 roku William Lee skonstruował pierwszą ramę dziewiarską, co zapoczątkowało rozwój dziewiarstwa przemysłowego. Dziewiarze stali się odrębną grupą rzemieślniczą, a dzianiny były szeroko stosowane w ubiorze codziennym i luksusowym.

### XIX i XX wiek
Wraz z rewolucją przemysłową dziewiarstwo rozwinęło się na skalę masową. Powstały fabryki dzianin, a techniki ręczne ustępowały miejsca produkcji maszynowej. Mimo to, w wielu domach dziewiarstwo ręczne (szczególnie robienie na drutach i szydełkowanie) pozostało popularnym zajęciem, zwłaszcza wśród kobiet.
W XX wieku dziewiarstwo zyskało nowe znaczenie w modzie – dzianiny stały się ważnym elementem kolekcji projektantów, takich jak Coco Chanel. W drugiej połowie XX wieku pojawiły się włókna syntetyczne (np. akryl), które zrewolucjonizowały produkcję dzianin.

### Współczesność
W XXI wieku dziewiarstwo przeżywa renesans jako forma rękodzieła, hobby i sztuki użytkowej. Rozwój internetu i mediów społecznościowych umożliwił dzielenie się wzorami i technikami, popularyzując dziewiarstwo wśród różnych grup wiekowych. Powstają społeczności online (np. Ravelry), a robienie na drutach zyskało miano czynności relaksującej i terapeutycznej.

## Historia dziewiarstwa w Polsce:
Średniowiecze - tzw. importy, 
XVI-XVIII w. - pończosznictwo, 
XVIII-pocz. XX w. - trykotarstwo, 
od II poł. XX w. - dziewiarstwo. 
Najstarsze wyroby dziane trafiały na tereny obecnej Polski jako tzw. importy. Były to głównie rękawiczki liturgiczne, do używania których zobowiązani byli biskupi od X w. Przykładem takich artefaktów jest dobrze zachowana tzw. Rękawica św. Wojciecha, przechowywana w skarbcu Katedry św. Wita w Pradze (Czechy), mylnie jednak przypisywana św. Wojciechowi.
Pończosznicy, czyli rzemieślnicy zajmujący się wyrobem pończoch, skarpet i innych wyrobów dzianych, głównie z wełny, jedwabiu czy bawełny pojawili się w Polsce w XVI w. Ich działalność ma długą tradycję, szczególnie w miastach Europy, w tym Polski, gdzie już w XVI–XVII wieku zaczęły powstawać cechy pończoszników.